# Stathmopoda masinissa
Stathmopoda masinissa is een vlinder uit de familie Stathmopodidae. De wetenschappelijke naam van de soort is voor het eerst geldig gepubliceerd in 1906 door Edward Meyrick. Hij beschreef een exemplaar afkomstig uit Ceylon.
De soort komt voor in oost-, zuid-oost- en zuid-Azië. Stathmopoda massinisa is een plaaginsect voor diverse persimmonsoorten, in het bijzonder de kaki (Diospyros kaki) en de lotusboom (D. lotus). De rupsen boren zich in de vruchten.